# Kyle Farmer
James Kyle Farmer (Atlanta, Georgia, 17 de agosto de 1990), más conocido como Kyle Farmer, es un jugador profesional estadounidense de béisbol que se desempeña en la posición de segunda base en Colorado Rockies, equipo de las Grandes Ligas de Béisbol (MLB).

## Carrera
Farmer hizo su debut en la MLB con el equipo Los Angeles Dodgers, en el cual jugó dos temporadas (2017-2018), después pasó a Cincinnati Reds (2019-2022), luego a Minnesota Twins (2023-2024), posteriormente a Colorado Rockies.